# Kustyer-várkastély
A Kustyer-várkastély egy 15. századi főúri várkastély volt Horvátországban, a Kapronca-Kőrös megyei Guščerovec településen.

## Fekvése
A várkastély a falutól északra, a Bočkovecre vezető út mentén, a Páduai Szent Antal tiszteletére szentelt templom mellett állt.

## Története
Az uradalmat 1370-ben kapta a Szent Erney Kustyer család adományként I. Lajos királytól és 1467-ig voltak a birtokosai. A birtok eredeti neve Irinej volt, középkori temploma ugyanis Szent Irén (Eiréne) tiszteletére volt szentelve, azonban a török korban elpusztult és az újjáépítés után már Szent Antal tiszteletére szentelték fel. A birtokot 15. századtól kezdték "Kustjer, Kustjirolez, Kustjerovec" alakban említeni. 1411-ben birtokosát Kustyer Miklóst "Nicolaus Kuschar de szent Erney" néven említik. A 15. században épített kastélyt a török veszély közeledtére a 16. század végén és a 17. század elején vízivárrá bővítették és építették át. Egyemeletes négy kerek saroktoronnyal ellátott reneszánsz-barokk építmény volt, melynek falai 30-szor 33 méretes belső udvart fogtak körül. A kastélynak csak az egyik fele szolgált lakóépület céljára, a másik fele gazdasági funkciókkal bírt. Későbbi birtokosai Korotnai János, a litvai Horvátok, Gyulai János, a Pekri, a Bocskai, a Geszthy és Orehóczy családok voltak. Utánuk a Keglevich, a Patacsich és Sermage családok voltak a tulajdonosai. Utolsó birtokosa Ozsegovich Lajos császári és királyi kamarás, ismert festő volt, aki 1910-ben a birtokot helyi parasztoknak adogatta el. Néhány festményén ábrázolja az egykori kastélyt és a templomot is. A kastélyról fennmaradt néhány kénykép és tervrajz is. A kastély a guščeroveci uradalom, majd a 19. századtól a nagykemléki uradalom központja volt. 1914-ben bontották le.